# Świdnik Duży Drugi
Świdnik Duży Drugi – wieś w Polsce położona w województwie lubelskim, w powiecie lubelskim, w gminie Wólka.
W latach 1975–1998 miejscowość administracyjnie należała do ówczesnego województwa lubelskiego.
Wieś stanowi sołectwo gminy Wólka. Przed 2023 r. miejscowość była częścią wsi Świdnik Duży.